# Chromogobius
Chromogobius és un gènere de peixos de la família dels gòbids i de l'ordre dels perciformes.

## Taxonomia
- Chromogobius britoi (Van Tassell, 2001)[2]
- Chromogobius quadrivittatus (Steindachner, 1863)[3]
- Chromogobius zebratus (Kolombatovic, 1891)[4][5][6][7][8][9][10]